# Brjanszk
Brjanszk (oroszul: Брянск) város Oroszország európai részén, Moszkvától 380 km-re délnyugatra. A Brjanszki terület közigazgatási, gazdasági és kulturális központja. 
Lakossága: 415 721 fő (a 2010. évi népszámláláskor).

## Fekvése
A Közép-orosz-hátság nyugati peremén, a Gyeszna mindkét partján, a Bolva folyó torkolatánál terül el. 
A történelmi városmag  a Gyeszna jobb partján emelkedő Pokrovszkij-hegyen, a modern városközpont ettől délre és nyugatra alakult ki. A bal parton van a vasút a főpályaudvarral; az ipari negyed a város északi részét foglalja el. A Bezsicai kerület (korábban önálló város, Bezsica) a központi részektől északabbra, a Bolva jobb partján fekszik.
A város éghajlata mérsékelten kontinentális. A januári középhőmérséklet -6 °C, a júliusi 18,9 °C. A valaha mért legmagasabb hőmérséklet 38,4 °C (2010. augusztus). A csapadék évi mennyisége 671 mm.

## Története
A Gyeszna erdővel borított magas jobb partján 985-ben szláv megerősített település jött létre. A 12. században a csernyigovi fejedelmek birtoka volt, első írásos említése 1146-ból való. Miután Batu kán seregei elpusztították Csernyigovot, a fejedelem 1246-ban ide menekült; 1252-ben a település a Brjanszki részfejedelemség székhelye lett. 1356-ban Algirdas litván fejedelem elfoglalta, ettől kezdve a Litván Nagyfejedelemséghez tartozott. 1500-ban III. Iván moszkvai nagyfejedelem hódította meg, és Brjanszk a moszkvai állam része lett. 1709-től (a kormányzóságok megalakításától) a Kijevi kormányzósághoz tartozott, 1778-tól annak egyik járási székhelye (ujezdnij gorod) volt.
Az északi háború idején I. Péter utasítására a védműveket rendbe hozták és a folyón hajóépítő dokkot létesítettek. 1737–1739-ben itt készítették a brjanszki flotilla hajóit a Törökország elleni háború céljaira. 1783-ban fegyvergyártó üzemet alapítottak; két évvel később elkészült az első két rézágyú, 1892-ben áttértek az acélágyúk gyártására. 
A 19. század folyamán a város és közvetlen környéke jelentős ipari központtá vált. 1868-ban megépült a régió első vasútvonala (Szmolenszk-Brjanszk-Orjol). 1873-ban vasmű és sínhengermű létesült, mely már a következő évtizedben országosan a hengerelt vasúti sínek legnagyobb gyártója, később az ország egyik legjelentősebb vasúti járműgyára lett. Folytatódott a fegyver- (ágyú-) gyártás, a városban többek között kenderfonal készítő- és kötélgyártó üzem is működött. 
A második világháború idején, 1941. október 6-án Brjanszk a német csapatok kezére került és 1943. szeptember 17-én szabadult fel. 1944-ben az akkor létrehozott Brjanszki terület székhelye lett. A háború utáni években a várost újjáépítették; 1950-ben Urickij, 1956-ban Bezsica várost közigazgatásilag is hozzácsatolták.

## Gazdaság, közlekedés

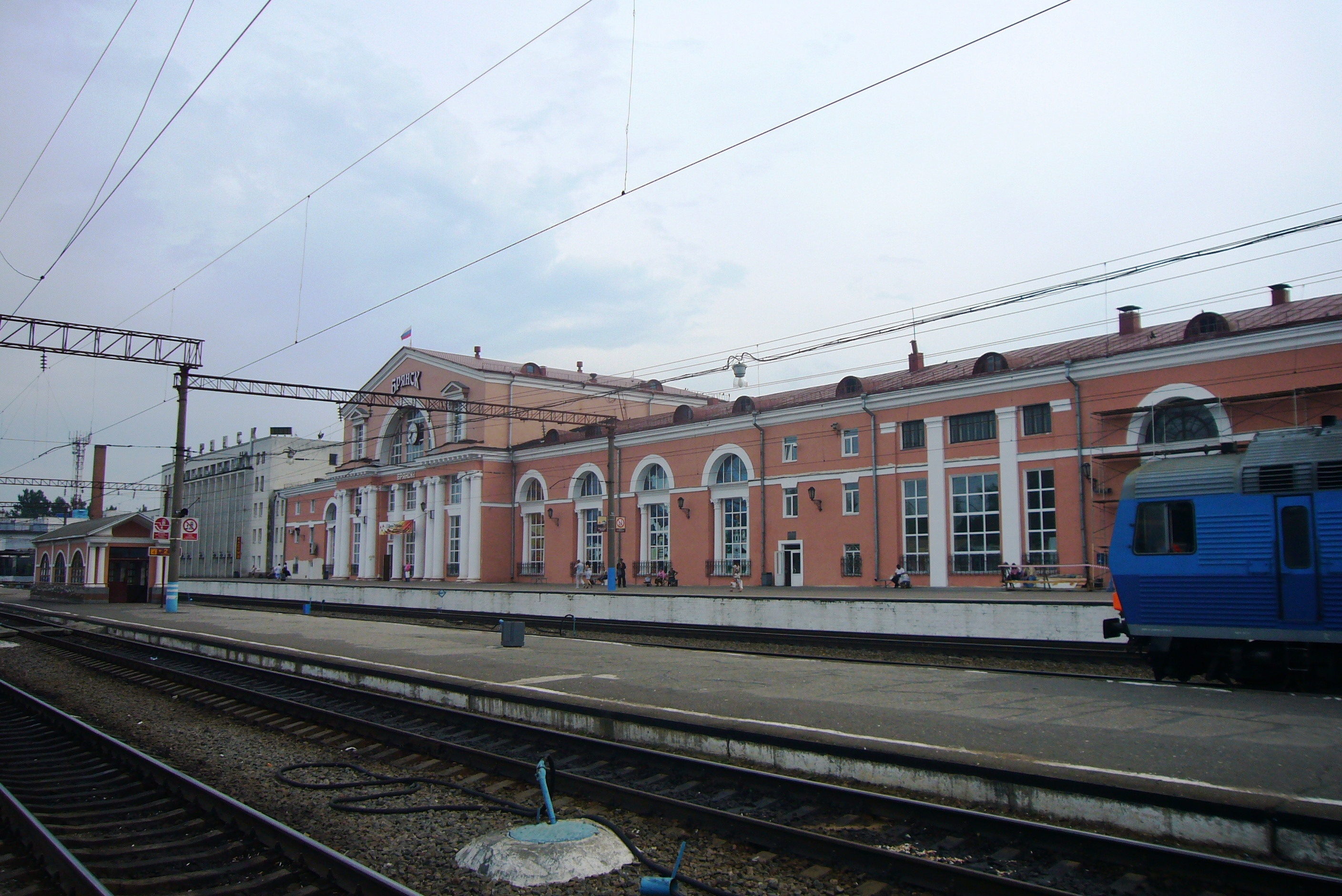
A város főpályaudvara

Brjanszk a Központi Gazdasági Körzet jelentős gépipari központja. A gazdaság egyik meghatározó iparvállalata az 1873-ban  alapított gyár, mai nevén Brjanszki Gépgyár  (Brjanszkij masinosztroityelnij zavod, BMZ), ahol fővonali- és tolató dízelmozdonyok, különféle tehervagonok, tengeri hajókhoz dízelmotorok és más termékek készülnek. A szintén nagy hagyományokkal rendelkező Brjanszkij arszenal földgyalukat, közúti aszfaltmaró- és aszfaltterítő gépeket állít elő.
A városban acélöntöde üzemel (Brjanszkij sztalelityejnij zavod), az autógyárban (Brjanszkij avtomobilnij zavod) trélerek és nyergesvontatók, a mezőgazdasági gépgyárban gabona- és takarmánynövény betakarító kombájnok készülnek. A korábban főként öntöző-berendezésekre specializálódott Meliormas (előző nevén Irmas) újabban útépítő- és árokásó gépeket bocsát ki.
Az egykori technológiai berendezések gyárából (BZTO) 1995-ben kialakított Termotron gyárban automata-, távirányító- és biztosító-berendezéseket készítenek a metró és a vasút számára.

Hagyományos iparág a városban a textilipar (fésűsgyapjú kombinát), a fafeldolgozás és az élelmiszeripar is.

### Közlekedés
Brjanszk fontos vasúti csomópont. A városon át vezet többek között a Budapest–Kijev–Moszkva nemzetközi vasútvonal, az ukrajnai Harkiv és a belarusz Homel, illetve a Szmolenszk–Orjol közötti vasútvonal is. 
A város mellett találkozik az M3 jelű Moszkva–Kijev, a belarusz határhoz vezető M13-as és a Szmolenszk–Orjol közötti A141-es autóút. A repülőtér a városközponttól 14 km-re nyugatra fekszik, 1995-ben nemzetközi repülőtéri státust kapott.

## Kultúra, felsőoktatás
A városban öt önálló felsőoktatási intézmény működik, köztük két egyetem. Az I. G. Petrovszkijról elnevezett általános egyetemnek tizenkét tanszéke és tizennégyezer hallgatója van. Az 1929-ben alapított gépipari főiskola sokáig a helyi járműgyártás számára képzett mérnököket, 1995 végén lett műszaki egyetem.
Brjanszk központi színházát 1926-ban alapították, később Alekszej Tolsztojról nevezték el; a háború idején megsérült színházépületet 1949-ben állították helyre. 
A helytörténeti múzeum 1921-ben létesült, új épületét 1984-ben adták át rendeltetésének. Négy osztálya a régió természetét, régészeti leleteit, 1917 előtti és a szovjet időszak alatti történelmét mutatja be. 